# Botunje
Botunje (cyr. Ботуње) – wieś w Serbii, w okręgu szumadijskim, w mieście Kragujevac. W 2011 roku liczyła 669 mieszkańców.